# 오카야마성

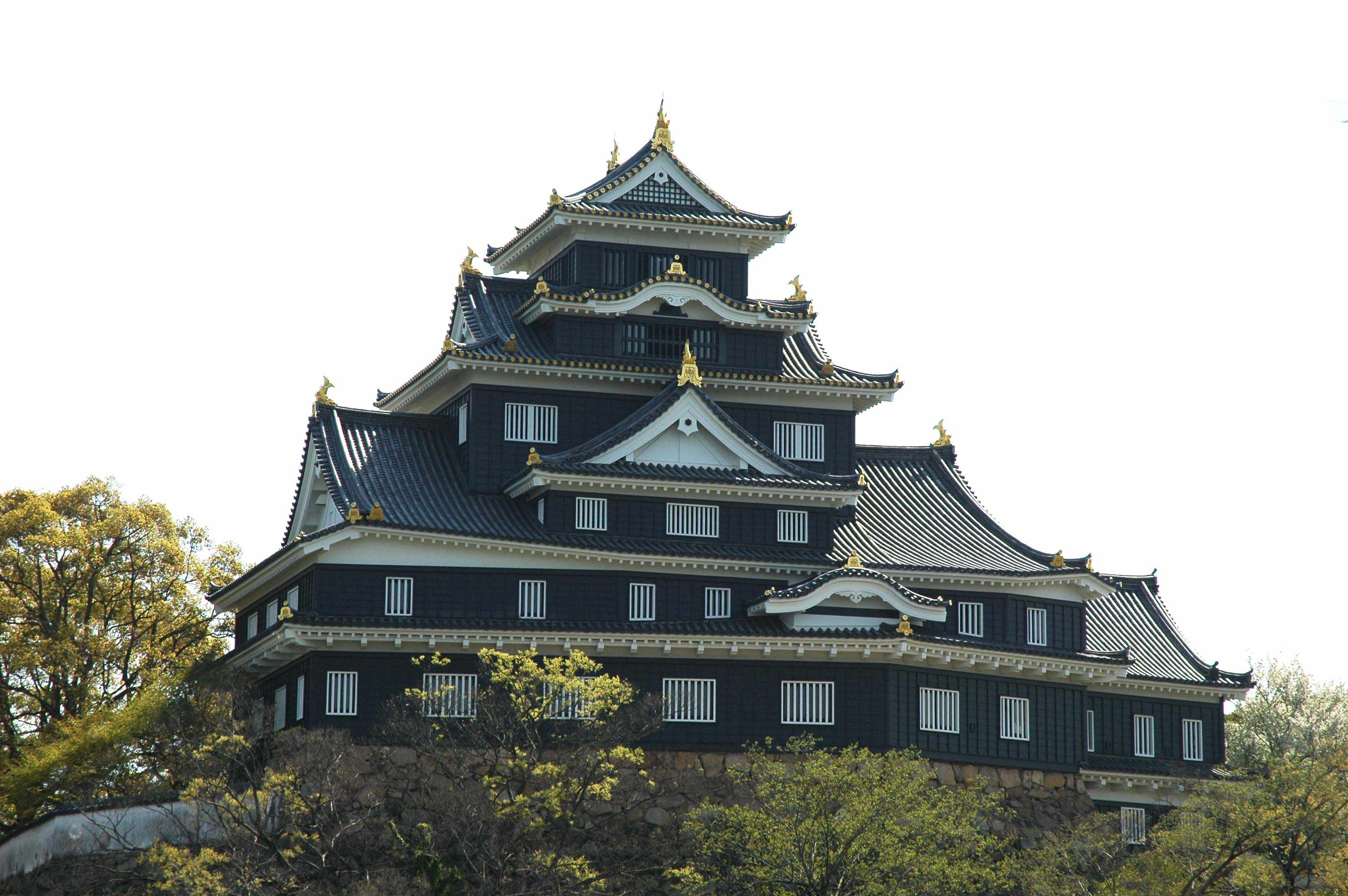
천수

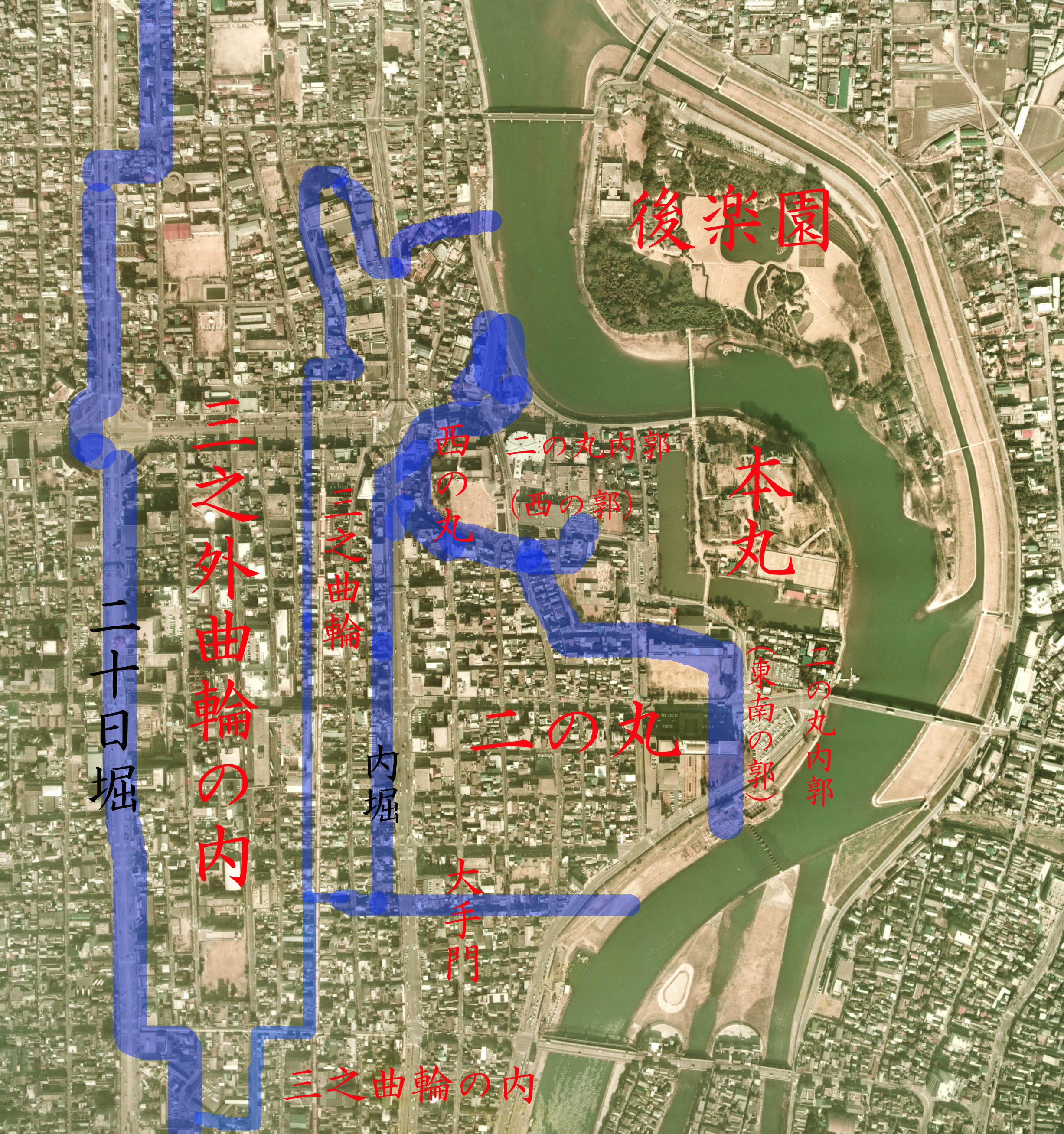
오카야마 성의 항공사진, 1974년 촬영
〈일본국토교통성〉

오카야마성(일본어: 岡山城 오카야마조[*]은 오카야마현 오카야마시에 있는 평산성으로 국가지정 사적이다. 다른 이름으로 우성(烏城), 긴우성(金烏城)이다. 에도 시대에는 오카야마번의 번청으로 사용되었다.

## 개요
성곽의 형식은 제곽식 평산성이다. 오카야마 평야 중심을 흐르는 아사히가와 강을 천연의 해자로 이용하고 있다.
오카야마 성의 천수는 검은 옷으로 칠해진 판자에서 까마귀성이라는 뜻의 우성이라 불리었고, 하리마의 백로성으로 불리는 히메지성과 대비된다. 이 천수는 4중6계의 복합형식으로 아즈치성의 천수를 모방한 것이라 전해진다.
메이지 시대에 어전, 망루, 문의 대부분이 파괴되었다. 더욱이 제2차 세계 대전 중 공습을 받아 천수, 이시야마 문이 소실되었다. 현재는 망루, 돌담, 내측 해자가 남아 있다. 재건한 천수, 아카즈노 문, 로카 문, 로쿠쥬이치간기우에 문, 담의 일부가 존재한다. 현존하는 쓰키미 망루, 니시노마루 니시테 망루는 국가 중요문화재로 지정되어있고,《오카야마 성터(岡山城跡)》로서 사적에도 지정되어 있다. 그 밖, 교바시고 문이 오카야마 시 오쿠시에 이축되어 현존한다.
현재 성터는 우조공원으로 정비되어 있다. 주위에는 니노마루 터에 산요방송, 하야시바라 미술관, 오카야마 시민회관 등이 있다. 산노마루 터에는 오카야마 현청, 오카야마 현립 도서관이 있다.
또, 인접해 있는 다이묘 정원인 고라쿠엔은 미토시의 가이라쿠엔, 가나자와시의 겐로쿠엔과 나란히 일본 3대정원으로 유명하다.
최근 혼마루 어전의 재건이 검토되었지만, 2005년도 시점에서 재건 전망은 그리 밝지는 않다.

## 역사
남북조시대 ~ 아즈치모모야마 시대
- 쇼헤 연간(1346년 ~ 1369년) 우와가미 다카나오가 이시야마타이(오카야마)에 성을 축성했다고《비전군기(備前軍記)》에 기록되어 있다. 이 후, 센고쿠 시대에 가나미쓰씨가 거성으로 삼았다.
- 1570년 우키타 나오이에가 가나미쓰 무네타카를 모살하고, 1573년 입성, 성주로 되었다.
- 나오이에는 오카야마에 성 밑 마을을 조성하고, 오카야마성을 개축했다.
- 1590년 ~ 1597년 나오이에의 아들 우키타 히데이에는 도요토미정권하에 57만4천 석의 대 다이묘가 되었다. 그래서, 이에 상응해 성도 8년에 거쳐 개수한다. 이렇게 해서 근대 성곽의 형태를 띠게 되었다.

에도 시대

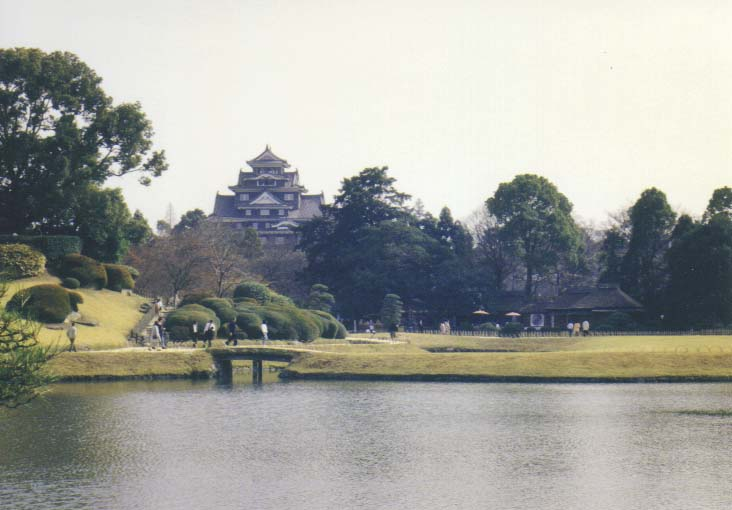
고라쿠엔에서 본 오카야마 성

- 1600년 세키가하라 전투 후, 서군에 속했던 히데이에는 하치조지마 섬에 유배되었다. 그리고, 고바야카와 히데아키가 52만 석으로 오카야마 번의 번주로 임명되어 입성한다. 그리고, 성의 수리와 바깥의 해자를 팠다. 바깥의 해자 공사에 농민뿐만 아니라 무사도 공사에 참여해 불과 20일 만에 완성했다. 이 일을〈하쓰카보리(二十日堀)〉라고 부른다. 2년후 히데아키가 아이 없이 죽었기 때문에 고바야가와 가문은 대가 끊기었다.
- 1603년 이케다 다다쓰구가 28만 석에 입봉되어 입성한다.
- 1615년 다다쓰구의 동생 다다카쓰가 31만 5천 석에 입봉되어 아와지시마 섬에서 오카야마 번으로 옮기게된다. 성곽을 수리하고, 혼마루 어전을 조성하고, 오데 문을 수리해 오늘에 이르고 있다. 중요문화재인 쓰기미 망루는 이 시기에 만들어진 것이다.
- 1632년 다다카쓰의 아들 미쓰나카가 돗토리로 전봉되어, 이케다 미쓰마사가 31만 5천 석에 입봉되어 돗토리로부터 오카야마로 오게된다. 이후 막부 말기까지 미쓰마사계 이케다씨의 거성이 되었다.
- 1687년 미쓰마사의 아들 쓰나마사가 14년에 걸쳐 고라쿠엔을 조성한다.

메이지 시대 이후

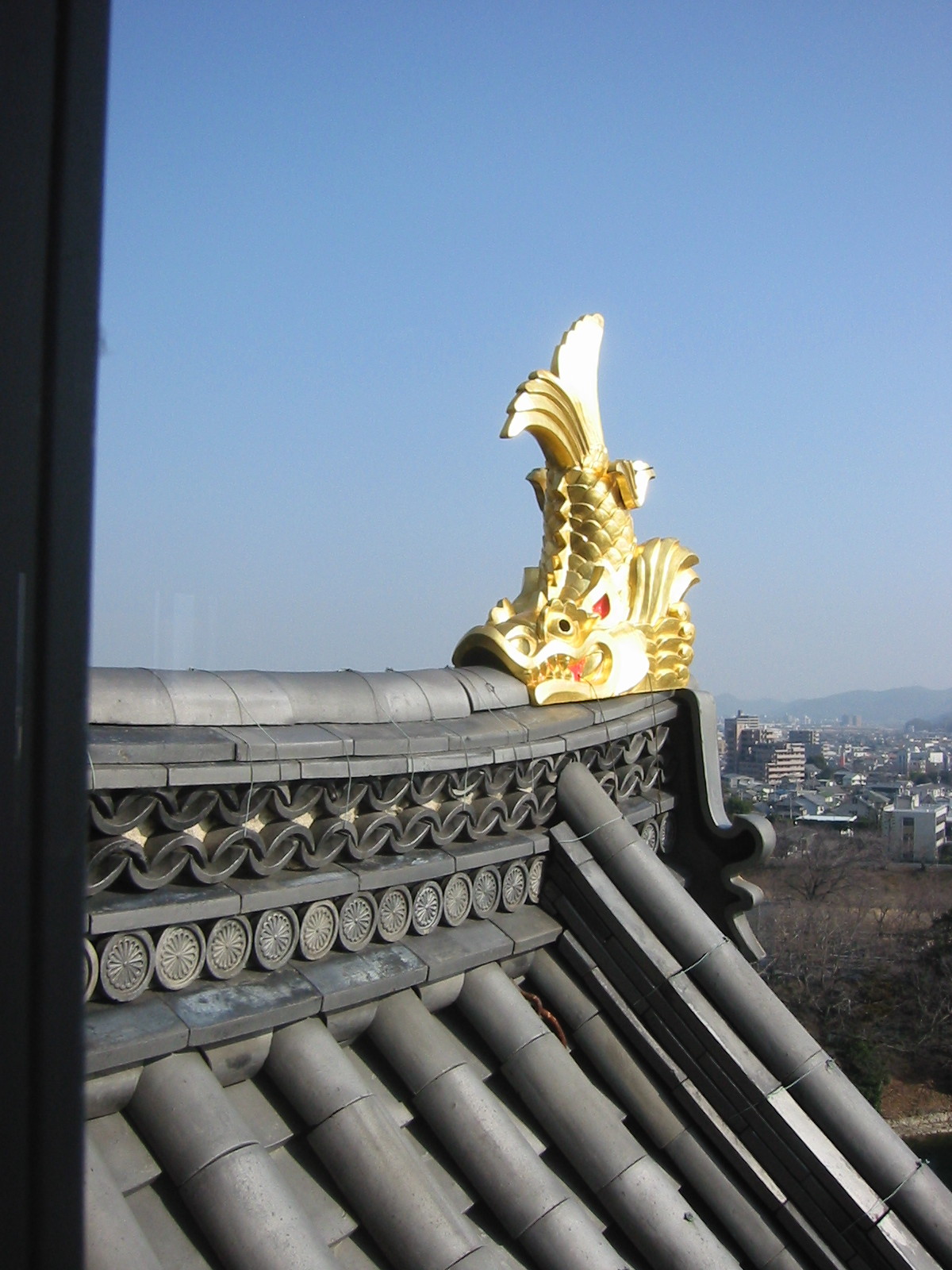
오카야마 성 긴샤치

- 1873년(메이지 6년) 폐성령에 따라 천수, 쓰키미 망루, 니시노마루 니시테 망루, 이시야마 문을 남기고 그 밖에 다른 건축물은 파괴되었다.
- 쇼와 초기 천수, 쓰키미 망루, 니시노마루 니시테 망루, 이시야마 문이 국보로 지정되었다.
- 1945년(쇼와 20년) 6월 29일 오카야마 공습으로 천수, 이시야마 문이 소실되었다.
- 1950년(쇼와 25년) 문화재 보호법 재정에 따라 남아있는 쓰키미 망루, 니시노마루 미시테 망루가 중요문화재로 지정되었다.
- 1964년 ~ 1966년 천수를 철근 콘크리트로 재건한다. 동시에 아카즈노 문, 로카 문, 로쿠쥬이치간기우에 문, 담의 일부도 그때 재건되었다.
- 1987년(쇼와 62년)〈오카야마 성터〉로해서 사적으로 지정되었다.
- 1996년(헤세 8년) 축성 400년 기념사업으로 창건당시와 같은 금색의 샤치호코를 천수에 설치했다. 샤치호코에는 금박을 입혔다.
- 2006년(헤세 18년) 4월 6일 일본 100대 명성으로 선정되었다.

## 교통
- JR 서일본 오카야마역 하차, 오카야마 전기궤도 히가시야마(東山) 행, 시로시타(城下) 역 하차 도보로 5분

## 같이 보기
- 고라쿠엔